# Schefflera caudata
Schefflera caudata là một loài thực vật có hoa trong Họ Cuồng cuồng. Loài này được (Vidal) Merr. & Rolfe miêu tả khoa học đầu tiên năm 1908.